# Tombe Querciola
La tombe Querciola  (en italien tomba Querciola) est une tombe étrusque peinte située dans la localité Villa Tarantola, proche de la ville de Tarquinia. 

## Description
La tombe a été découverte en 1831 et daterait de la fin du Ve siècle av. J.-C.  
Elle est constituée d'une unique chambre quadrangulaire à toit à double pente dite a camera de 5,37 × 5,14 × 3,52 m.
Son nom provient du nom des propriétaires des lieux où se trouve la tombe
Elle comprenait un cycle de scènes peintes à fresque, déjà fortement dégradées lors de la découverte, qui se développait sur une double frise :
- Le supérieur, le plus grand, comportait des scènes de banquet, danseurs et musiciens.
- L'inférieur, de dimensions plus réduites, comportait des scènes de chasse au sanglier.

Sur les tympans étaient peints des guerriers, des chevaux et des panthères.
Carlo Ruspi, en 1832 et en 1835, en réalisa des calques grâce au financement du roi Louis II de Bavière. À partir de ces calques, Ruspi réalisa pour ses clients, importantes institutions culturelles européennes, des reproductions fac-similé en aquarelle qui restent des témoignages de la riche décoration de la tombe. 
Bien qu'accessible, la tombe n'est pas visitable.
À noter qu'il existait dans la même localité une autre Tombe Querciola découverte en 1832, datant de la fin du IIIe siècle av. J.-C., complètement perdue aujourd'hui.